# Painted Ladies

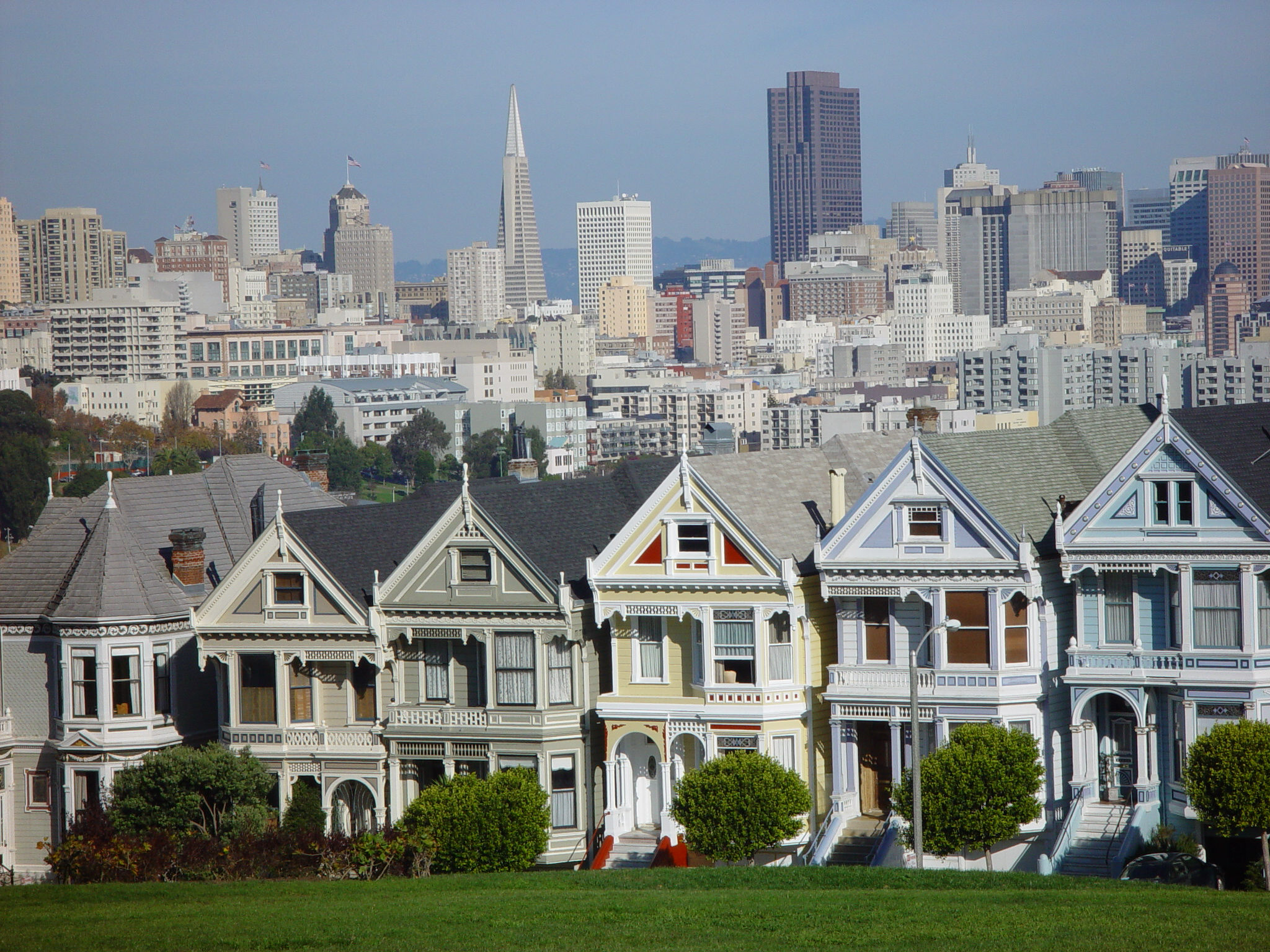
Häuserzeile der „Painted Ladies“ vor der Skyline von San Francisco

Die Painted Ladies sind viktorianische, mehrfarbig gestrichene Holzhäuser, die im 19. Jahrhundert erbaut wurden. Der Ausdruck wurde von den Autoren Elizabeth Pomada und Michael Larsen in ihrem 1978 erschienenen Buch Painted Ladies – San Francisco’s Resplendent Victorians zum ersten Mal für die viktorianischen Häuser am Alamo Square in San Francisco benutzt.
Er wird inzwischen auch zur Beschreibung ähnlicher Gebäudeensembles in anderen Städten der Vereinigten Staaten verwendet, etwa in New Orleans, für das Charles Village von Baltimore, die Häuser am Lafayette Square in St. Louis,  Columbia-Tusculum in Cincinnati und Cape May, New Jersey.
Viele solcher Bauten in San Francisco wurden durch das Erdbeben von 1906 und den dadurch ausgelösten Brand zerstört. Etliche blieben jedoch erhalten, wurden zwischenzeitlich restauriert und farbenfroh bemalt. Sie gelten als besondere Sehenswürdigkeit der Stadt.
Der Begriff „Painted Ladies“ ist ein Slang-Begriff aus dem 19. Jahrhundert und steht für Prostituierte, da sich Damen der Gesellschaft damals normalerweise nicht auffällig schminkten.

## Referenz
- Michael Larsen, Elizabeth Pomada: Painted Ladies – San Francisco’s Resplendent Victorians; New York: E.P. Dutton, 1978.